# Sacculactis
Genre
Sacculactis est un genre de cnidaires anthozoaires de la famille des Cerianthidae.

## Liste des espèces
Selon World Register of Marine Species (9 janvier 2023) :
- Sacculactis guntheri Leloup, 1964

## Systématique
Le nom valide complet (avec auteur) de ce taxon est Sacculactis Leloup, 1964.